# بنیاد تعاون فراجا
بنیاد تعاون فراجا یک شرکت مادر وابسته به فرماندهی انتظامی جمهوری اسلامی ایران است که خود مجموعه‌ای از چندین شرکت دیگر است.هم‌اکنون از دی ماه ۱۴۰۲ سرتیپ دوم پاسدار محمدقاسم ناظر، مدیرعامل بنیاد تعاون فراجا است.
اساس کار این بنیاد این است که فعالیت‌های اقتصادی، تجاری و بازرگانی انجام دهند و از محل سود حاصله، خدمات‌رسانی و کسب منافع کنند.
ادرس مرکزی :تهران،شهرک آزمایش،بلوار مرزداران

## پیشینه
تمام نیروهای مسلح در ایران بنیادی به نام بنیاد تعاون دارند. فرماندهی انتظامی، سپاه، ارتش، بسیج و وزارت دفاع، همه بنیاد تعاون دارند. اساسنامه این بنیادهای تعاون در دهه ۷۰ پایه‌گذاری شد. به‌طور کلی نیز اساسنامه آنها تقریباً مشابه و یک تیپ کلی بود. اساسنامه این اجازه را به بنیادها داده بود که فعالیت‌های اقتصادی، تجاری و بازرگانی انجام دهند و از محل سود حاصله، خدمات‌رسانی کنند و منافع را در اختیار پرسنل قرار دهند.

این بنیادها در زمینه‌های مربوط به وام، تسهیلات مسکن و به‌طور کلی امور معیشتی پرسنل نیروهای مسلح فعالیت خود را شروع کردند.
زیرساخت‌های اولیه از سال ۱۳۷۵ تشکیل شده بود ولی هنوز متمرکز و یکپارچه نبود. در واقع از سال ۱۳۸۰ بود که فعالیت‌ها به صورت جدی و منسجم شروع شد. در آن دوره، شرکت‌هایی مثل «سرمایه گذاری قدر»»، «عمران نیرو»، «قوامین» و «مؤسسه مسکن» وجود داشتند. «راهگشا» هم در حال ایجاد بود که امور مربوط به راهنمایی و رانندگی را پیگیری می‌کرد. این شرکت‌ها و موسسات، زیرمجموعه بنیاد تعاون درآمدند و با توجه به گستردگی فعالیت‌ها، بنیاد به صورت یک هلدینگ مطرح شد.

قوامین هم در رابطه با همین مباحث مرتبط با تسهیلات ایجاد شد. بنیاد تعاون فرماندهی انتظامی، در آن زمان وارد بحث مسکن هم شد. قوامین در آن زمان، شرکتی به نام «سرمایه‌گذاری مهرگان» ایجاد کرد. با توجه به اینکه بانک مرکزی اعلام کرده بود بانک‌ها و موسسات نمی‌توانند فعالیت‌های سرمایه‌گذاری مستقیم انجام دهند، شرکت مهرگان در آن زمان از زیرمجموعه قوامین خارج شد و تحت نظر بنیاد درآمد.